# Gericinó
O Gericinó é um bairro proletário da Zona Oeste do município do Rio de Janeiro. O bairro foi criado por decreto do prefeito César Maia, em 2004, após sua reeleição, de acordo com ele, para ajudar na urbanização do bairro de Bangu, que estava recebendo os programas "Rio-cidade" e "Favela-bairro".
Limita-se com Bangu e com o município de Mesquita.
Está separado de Bangu através da Avenida Brasil e é cercado pelo parque municipal do Mendanha, parte do maciço de Gericinó que marca a divisa com o município de Mesquita, já na Baixada Fluminense. No bairro está localizado o Complexo Penitenciário de Gericinó e além do Aterro Sanitário de Bangu. Atualmente está sendo urbanizado pelos programas "Bairro Maravilha" e "Morar Carioca".

## Geografia
Há diversas montanhas com belas cachoeiras e enormes planícies onde crianças costumam empinar pipa. Devemos observar a fauna da mata, que apesar de não ser das mais conhecidas, precisa de uma atenção especial. Dentre as espécies encontradas estão cobras, papagaios, insetos, micos, bichos-preguiça e possivelmente capivaras e espécies de felinos[carece de fontes?].
A hidrografia não é muito extensa, possui alguns rios como o Sarapuí e o Rio da Cachoeira entre outros. A maioria deles é contaminada, imprópria para banho.